# Stranded (Jennifer Paige)
Stranded è il secondo singolo estratto dall'album Positively Somewhere di Jennifer Paige. È divenuta molto popolare in Europa, soprattutto in Germania dove arriva al 10º posto in classifica, ma anche in Italia e in Giappone.

## Video
Il video è girato in Spagna e mostra la cantante che viaggia da sola in un'atmosfera country.